# ディープ・サイレント・コンプリート
『ディープ・サイレント・コンプリート』（Deep Silent Complete）は、アルバム『ウィッシュマスター』に収録されたNightwishの曲。ウィリアム・シェイクスピアの詩を引用しながら大海の偉大さを歌い上げた人気曲で、ターヤ・トゥルネンが脱退するまでは定番のレパートリーでもあった。

## トラック・リスト
1. Deep Silent Complete
2. Sleepwalker (previously unreleased version)

## 演奏者
- ターヤ・トゥルネン - 歌
- ツォーマス・ホロパイネン - キーボード
- エンプ・ヴオリネン - ギター
- ユッカ・ネヴァライネン - ドラムス
- サミ・ヴェンスケ - ベース